# Anglo Spanish Construction Company
La Anglo Spanish Construction Company Limited fue una empresa británica que existió entre 1924 y 1952, ligada a los sectores financiero y ferroviario. Durante buena parte de su existencia estuvo estrechamente relacionada con la construcción del nunca acabado ferrocarril Santander-Mediterráneo.

## Historia
La sociedad fue constituida en Londres el 4 de octubre de 1924, de cara a la licitación de las obras en España del proyectado ferrocarril Santander-Mediterráneo. La empresa estuvo constituida principalmente por dos entidades, la Central Mining and Investiment Corp. Ltd. y la Bernhard Scholle & Co. Ltd. En suelo español la Compañía del Ferrocarril Santander-Mediterráneo (SM) se articuló como una filial de la Anglo Spanish Construction Co, actuando esta como financiera de la primera. Las obras del ferrocarril avanzaron a buen ritmo entre 1925 y 1930. Aunque se inauguraron varios tramos que totalizaban un trazado de 367 kilómetros, los trabajos de construcción no llegaron a completarse a nunca. La línea nunca llegó a Santander, quedando «muerta» en Cidad-Dosante. Las cuestiones financieras también constiuyeron otro aspecto muy polémico en su época. A esto se sumaría el hecho de que en 1941 la línea fue incautada por el Estado tras la nacionalización de los ferrocarriles de ancho ibérico e integrada en RENFE. La compañía británica matriz sería disuelta el 1 de mayo de 1952, una vez que el Estado español abonó el pago de deudas pendientes.